# Callianthe lanata
Callianthe lanata är en malvaväxtart som först beskrevs av Friedrich Anton Wilhelm Miquel, och fick sitt nu gällande namn av Donnell. Callianthe lanata ingår i släktet Callianthe och familjen malvaväxter. Inga underarter finns listade i Catalogue of Life.